# John Morley
Pour les articles homonymes, voir Morley.
John Morley (né le 24 décembre 1838 à Blackburn et décédé le 23 septembre 1923) est un homme politique libéral et homme de lettres britannique.
Il commence sa carrière comme rédacteur en chef de la Pall Mall Gazette avant d'être élu au parlement britannique en 1883. Il est secrétaire en chef pour l'Irlande en 1886 et en 1892-1895 ; secrétaire d'État à l'Inde en 1905-1906 puis en 1911 ; Lord Président du Conseil en 1910-1914. Il reçoit l'ordre du Mérite à sa création en 1902 et est fait vicomte Morley de Blackburn en 1908.

## Biographie
Fils d'un médecin de Blackburn, il fait ses études au Cheltenham College puis au Lincoln College. Sa famille le destine à devenir pasteur méthodiste et lui coupe tout soutien financier quand il renonce à la prêtrise. Il commence alors à écrire (comptes-rendus, articles, essais pour de nombreux périodiques) pour vivre et réussit à entrer au barreau mais il n'exerce jamais son métier d'avocat.
En 1869, il est appelé pour sauver le Morning Star fondé douze ans plus tôt par Richard Cobden et John Bright pour diffuser les idées radicales. Il n'y réussit pas. Pour cette raison, il est réticent lorsque la rédaction en chef de la Pall Mall Gazette lui est proposée en 1880.

## Œuvres
- Edmund Burke (1867).
- Burke (English Men of Letters series; 1879)[2].
- Critical Miscellanies, 1871 (vol. 1), 1877 (vol. 2)
- Voltaire (1871)
- Rousseau, 1873
- The Struggle for National Education, 1873
- On Compromise, 1874
- Diderot and the Encyclopaedists, 1878
- The Life of Richard Cobden, 1881[3]
- Aphorisms, 1887
- Walpole (English Statesmen series; 1889).
- Studies in Literature, 1891
- Oliver Cromwell, 1900
- The Life of William Ewart Gladstone, 3 vol., 1903
- Notes on Politics and History, 1913-1914
- Recollections, 2 vol., 1917
- Aphorisms — an address delivered before the Edinburgh Philosophical Institution